# المبرك (الملاح)

تعديل مصدري - تعديل

المبرك هي إحدى قرى عزلة الملاح بمديرية الملاح التابعة لمحافظة لحج، بلغ تعداد سكانها 64 نسمة حسب تعداد اليمن لعام 2004.